# Paramida
Paramida (Hessen, Alemanya) és una DJ i productora musical alemanya-iraniana. Durant la seva trajectòria professional ha desafiat les restriccions culturals de les dones a l'Iran.

## Primers anys
Va néixer al lander de Hessen, Alemanya, on va viure durant 13 anys. Entre els 13 i els 17 anys va viure a l'Iran i posteriorment es va mudar a Wiesbaden, on va descobrir la vida nocturna de l'àrea de Frankfurt.
Durant els seus anys de formació no només va conéixer l'ambient nocturn de Frankfurt, sinó també el de Berlín. Allà va descobrir un món hedonista i alliberador, però no gaire excèntric. La nit francfortesa la va viure més aviat a Offenbach, una ciutat propera. Allà va conéixer el club Robert Johnson, un espai curosament decorat i amb un públic molt divers que va esdevenir el referent estètic posterior de Paramida.
Quan va decidir que volia començar a ser discjòquei es va haver d'enfrontar a situacions de discriminació i masclisme perquè es tracta d'un àmbit laboral dominat pels homes.

## Carrera professional
L'any 2010 Paramida es va traslladar definitivament a Berlin, fugint de l'ambient conservador i jerarquitzat de l'escena musical de Frankfurt. El seu apropament sensual a la música va causar un gran impacte en l'escena local berlinesa. Durant els primers mesos d'estada a la ciutat va aconseguir una feina a la botiga de discos OYE Records i va dur a terme les seves primeres sessions musicals.
L'any 2014 va fundar el segell musical Love on the Rocks, El catàleg d'aquesta firma està format per música irresistible i poc convencional adaptada a la cultura dance. També reuneix elements de la cultura nu-disco, trance, acid, house i house progressiu i música ambiental de tots els continents. Aquestes connexions es van anar construint a mida que Paramida va anar viatjant pel món oferint les seves sessions musicals a clubs d'Europa, Àsia, Austràlia, Amèrica Central i Amèrica del Sud.
L'any 2020 va esdevenir DJ resident del Panorama Bar de Berghain (Berlín).

## Reconeixement
L'any 2023 va aparèixer a la llista de 100 dones de la BBC que reconeix a un centenar de dones referents de tot el món.